# Sam Jaffe (aktor)
Sam Jaffe (właśc. Shalom Jaffe; ur. 10 marca 1891 w Nowym Jorku, zm. 24 marca 1984 w Beverly Hills) – amerykański aktor teatralny, filmowy i telewizyjny oraz nauczyciel i inżynier. Laureat Puchar Volpiego dla najlepszego aktora na 11. MFF w Wenecji oraz nominowany do Oscara za drugoplanową rolę w filmie Asfaltowa dżungla (1950).

## Wybrana filmografia
- Imperatorowa (1934) jako Piotr III Romanow
- Zagubiony horyzont (1937) jako Wysoki Lama
- Gunga Din (1939) jako Gunga Din
- Dżentelmeńska umowa (1947) jako profesor Fred Lieberman
- Asfaltowa dżungla (1950) jako Erwin Riedenschneider
- Dzień, w którym zatrzymała się Ziemia (1951) jako profesor Jacob Barnhardt
- Ben-Hur (1959) jako Simonides
- Alfred Hitchcock przedstawia (1960–1961)
- Horror w Dunwich (1970) jako stary Whateley
- Columbo (1975) jako dr Henry Willis w odcinku Forgotten Lady (sezon 5, odcinek 1)
- Kojak (1977)